# Eugenia León
María del Rosario León Vega, más conocida como Eugenia León (7 de junio de 1956) es una cantante mexicana. En 1985 gana el primer lugar del Festival OTI en Sevilla, España con el tema "El Fandango Aquí" de Marcial Alejandro. Premiada con el Grammy Latino a la Excelencia Musical, cuenta con una importante trayectoria de 50 años y 30 discos grabados, de los cuales se han vendido varios millones de copias. Ha realizado conciertos con gran éxito en los recintos más importantes del país tales como el Palacio de Bellas Artes, el Auditorio Nacional, la Sala Nezahualcóyotl, el Teatro de la Ciudad Esperanza Iris y en el Festival Cervantino, entre otros teatros y festivales.
En el ámbito internacional, Eugenia León ha sido ovacionada en el Royal Opera House de Omán, el Concert Center Hall de Shanghái, en China; el Teatro de la Ópera de El Cairo y Alejandría, en Egipto; el Palacio de Marrakech en Marruecos; el Foro Universal de la Cultura en Barcelona, España; el Parlamento Europeo en Bruselas; el Teatro Colón de Bogotá, en Colombia; el Teatro Oriente, en Santiago de Chile; el Festival México Now del Lincoln Center, en el Festival Latino del Central Park, en el Joe’s Pub y en el Jazz Club del Kennedy Center, en Washington; The Harold M. Williams Auditorium del Museo Getty y en el Disney Hall en Los Ángeles, California; el Coolidge Auditorium de The Library of Congress, en Washington, y recientemente en el Jackson Hall del Mondavi Center en Davis, Estados Unidos; el Millennium Park, en Chicago; el Tucson Convention Center, en Tucson; el Discovery Greenen Houston y el Palacio de los Deportes, en Bogotá, Colombia. Eugenia es la única mexicana que ha representado como cantante a México en cuatro Exposiciones Mundiales de manera consecutiva: Sevilla, España; Lisboa, Portugal; Hannover, Alemania y Aichi, Japón. En 2022 igualmente formó parte del programa cultural del pabellón de México en la Exposición Universal Dubái 2020.
En 2003 hace su debut como conductora en el programa Acústico, transmitido por Canal 22, un espacio en donde la cultura y las artes tienen cabida. Eugenia León ha compartido escenario con personalidades tales como Rosario, Pablo Milanés, Marco Antonio Muñiz, Lila Downs, Chavela Vargas, Sin Bandera, José Feliciano, Gilberto Santa Rosa, Armando Manzanero, Los de Abajo, Ramón Vargas, Tania Libertad y Guadalupe Pineda, entre otros. A lo largo de los años, varias celebridades musicales, tales como Ramón Vargas, Fito Páez, Mercedes Sosa, Willie Colón y Armando Manzanero han alabado sus grandes cualidades como cantante.
En 2016, recibe disco de oro junto a Tania Libertad y Guadalupe Pineda por las altas ventas de su exitoso proyecto "Las Tres Grandes" Primera Fila, otorgado por Sony Music. Espectáculo con el cual realizaron una gira de promoción con llenos totales por toda la república mexicana, en lugares como el Auditorio Nacional en la Ciudad de México, el Auditorio Telmex de Guadalajara, Jalisco y el Auditorio Banamex de Monterrey, Nuevo León. Este álbum con CD/DVD recibe nominación en la 17a Entrega del Grammy Latino, en la categoría Mejor Vídeo Musical Versión Larga.ha interpretado magistralmente composiciones de Jaime López.

## Biografía

### Primeros años
Nacida el 7 de junio de 1956 en Tlalnepantla de Baz, Estado de México, ingresa al Colegio de Ciencias y Humanidades de Naucalpan.
A los 18 años, decide dejar su casa para estudiar de lleno en la Escuela Nacional de Música de la UNAM.

### Carrera
Con el apoyo de su hermana Margarita con tesitura de mezzosoprano funda el grupo Víctor Jara, que se dedicaba a la música folclórica latinoamericana, posteriormente integra el grupo Sanampay, integrado por músicos y cantantes mexicanos y argentinos, cuyo director es Naldo Labrín, de donde decide emerger individualmente en 1982, construyendo un repertorio constituido por piezas de compositores mexicanos contemporáneos suyos, interpretando temas de bolero y la música brasileña.
Realiza su primer disco en 1983, Así te quiero, y recorre la República Mexicana presentándose acompañada de un pequeño grupo de músicos.
En 1985 concursó con la canción El Fandango Aquí, de Marcial Alejandro, como representante de México en el Festival Internacional OTI, llevado a cabo en Sevilla, España. Eugenia ganó el primer lugar en el prestigioso festival, pero no hubo tiempo para festejar ni dar entrevistas o firmar contratos, debido a que el día anterior a la etapa final del festival se había registrado en la Ciudad de México el peor sismo en la historia de la capital mexicana.
Ha grabado más de veinte discos. Algunos compositores cuyas obras ha interpretado son Fito Páez, David Haro, Guillermo Briseño, Joan Manuel Serrat, Marcial Alejandro, Armando Manzanero, José Alfredo Jiménez, Francisco Gabilondo Soler, Liliana Felipe y María Grever. Ha interpretado también diversos géneros como el mariachi, los boleros y el tango.
En 1998, el gobierno del estado de Veracruz le entregó la medalla Agustín Lara, en reconocimiento a sus interpretaciones del compositor veracruzano.
Trabajó con Pablo Milanés durante la gira Cómplices, recorriendo gran parte de la República Mexicana. También trabajó con el tenor mexicano Ramón Vargas durante la producción del álbum Corazón Mexicano, patrocinado por el Gobierno del Distrito Federal.
En 2003, inició sus trabajos como conductora del programa de televisión Acústico en el canal 22 de la Ciudad de México, donde entrevista a personalidades de la música iberoamericana. Haciendo duetos con sus invitados como: Daniela Romo, José Feliciano, Lila Downs, Regina Orozco, La Sonora Santanera, Chavela Vargas, Los Folkloristas, La Maldita Vecindad y Amaury Pérez entre otros.
Conmemorando sus 20 años como intérprete, Eugenia León ofreció un concierto en el Auditorio Nacional el 1 de noviembre de 2003, dando un concierto acompañado por el mariachi Vargas y la Orquesta Sinfónica de las Américas.
Algunas actuaciones internacionales en Francia, Japón, Nueva York, Sevilla, Cartagena, Alemania, Brasil, Marruecos, Beijing y Egipto.
En el 2008, Eugenia participa en un especial de música mexicana como artista invitada, titulado “Fiesta Mexicana” para la cadena de televisión cultural estadounidense PBS, donde también participan Vikki Carr, Alberto Angel “El Cuervo” y el mariachi Los Camperos de Nati Cano. Fue homenajeada por el gobierno municipal de Tlalnepantla como hija predilecta del municipio en el Festival Equinoccio 2008.
De igual manera, incursiona como actriz en ese mismo año en la película "Arráncame la vida", basada en la aclamada novela de Ángeles Mastreta. En dicho filme interpretó a Toña la Negra, compartiendo créditos con Ana Claudia Talancón, Daniel Giménez Cacho y José María de Tavira.
Eugenia apareció el 14 de octubre de 2011 en la inauguración de los Juegos Panamericanos Guadalajara 2011

## Discografía
Grupos:
- Grupo Víctor Jara, Vamos Patria, Polygram 1978
- Sanampay, A Pesar De Todo, NCL 1981

Solista:
- Así te quiero, Polygram 1983
- Luz, Polygram 1984
- El Fandango Aquí, Polygram 1985
- Otra vez, Polygram 1986
- Algo viene sucediendo, Polygram 1987
- Maradentro, Polygram 1988
- Ven acá, Polygram 1989
- Lo esencial, Universal Music 1989
- Juego con fuego, BMG 1991
- Eugenia corazón de león, BMG 1993
- Eugenia León interpreta a Cri-Cri, BMG 1994
- Tangos, La Voz de la Sirena 1995
- Que devuelvan, Ediciones El Hábitos-Discos Cabaret 1996
- Tirana, Sony Music 1996
- Oh, noche, Ediciones El Hábitos-Discos Cabaret 1996
- Eugenia León en Directo, Discos Cabaret 1996
- Norteño, Melody 1998
- Corazón mexicano, Gobierno de la Ciudad De México 1998
- La suave Patria, Opción Sónica 1999
- Ni esto, ni l'otro, La Voz de la Sirena 1999
- Acércate más, Universal Music 2000
- Tatuajes, Universal Music 2003
- Ellas Cantan Así, BMG 2003
- La Más Completa Colección, Universal Music 2006
- Pasional, IC21 2007
- Puño de tierra, IC21 2008
- Cine, IC21 2009
- Agua de Beber, Universal Music 2011
- Ciudadana del Mundo Vol. 1, Universal Music 2013
- Ciudadana del Mundo Vol. 2, Universal Music 2013
- Las Tres Grandes en Primera Fila junto a Tania Libertad y Guadalupe Pineda, Sony Music 2015
- Mi Oaxaca, 2016
- Una Rosa Encendida, Sony Music 2017
- A los 4 vientos, Sony Music 2019
- Esperanza,Eugenia León 2023

Colaboraciones:
- México 68 Vol. 1, IMM 1968
- Amparo Ochoa Canta Con Los Niños, Discos Pueblo 1984
- Está Valiendo... El Corazón, 1987
- Canciones del Íntimo Decoro, Pentagrama 1988
- Entre Amigos, BMG 1993
- 30 Años, BMG 1993
- Boleros, Voz Y Sentimiento, Sony Music 1996
- Un Mundo Una Esperanza, 1998
- Si - Detrás de las paredes, 2001
- Un Canto De México, Sony Music 2002
- Pablo Queriido, Universal Music 2003
- Ángeles y Pequeños Diablitos, 2003
- El Pop Ha Muerto Viva El Pop, Universal Music 2005
- Reunidos Por Siempre, Universal Music 2005
- Chava Flores: Tributo De Sus Amigos, 2006
- Buenas Noches, Sony Music 2006
- 5x5=, 2006
- Quemar Las Naves, 2008
- La Morena, Fonarte 2008
- Sin Fecha De Caducidad, WEA 2009
- Huapanguenado, 2009
- Por Mi Culpa, WEA 2010
- Tengo Que Hablarte, Pnetagrama 2010
- Zona Preferente: En Vivo Desde El Auditorio Nacional, WEA 2012
- 33, 2013
- Zona Preferente: Mi Tributo Al Festival, WEA 2013
- Necesito Un Bolero, Sony Music 2014
- Mujer Divina, Sony Music 2014
- Caricia Urgente, 2015
- He for She, Sony Music 2015
- Rocío Dúrcal, Duetos, Sony Music 2016
- La Sonora Santanera en Su 60 Aniversario, Sony Music 2016
- Amar y Vivir, Universal Music 2017

## Enlaces
- Biografía de Eugenia León en portal Televisa esmas
- Rinden homenaje a Eugenia León; un teatro llevará su nombre, nota en La Jornada
- Eugenia, la de Tlalnepantla, crónica en el sitio Ciudadnorte
- Eugenia León interpretando La Bruja en YouTube

" 
| Predecesor: Yuri | México en el Festival de la OTI 1985 | Sucesor: Prisma |

| Predecesor: Fernando Ubiergo | Ganadora del Festival de la OTI 1985 | Sucesor: Damaris, Miguel Ángel Guerra y Eduardo Fabián |

- Datos: Q947710
- Multimedia: Eugenia León / Q947710